# Yukon (Oklahoma)
Yukon es una ciudad ubicada en el condado de Canadian en el estado estadounidense de Oklahoma. En el año 2010 tenía una población de 22709 habitantes y una densidad poblacional de 339,96 personas por km².

## Geografía
Yukon se encuentra ubicada en las coordenadas 35°30′8″N 97°44′57″O / 35.50222, -97.74917 (35.502255, -97.749120).

## Demografía
Según la Oficina del Censo en 2000 los ingresos medios por hogar en la localidad eran de $45,265 y los ingresos medios por familia eran $52,646. Los hombres tenían unos ingresos medios de $36,516 frente a los $25,014 para las mujeres. La renta per cápita para la localidad era de $19,773. Alrededor del 6.6% de la población estaban por debajo del umbral de pobreza.